# Циренберг
Циренберг (њем. Zierenberg) град је у њемачкој савезној држави Хесен. Једно је од 29 општинских средишта округа Касел. Према процјени из 2010. у граду је живјело 6.707 становника. Посједује регионалну шифру (AGS) 6633029.

## Географски и демографски подаци
Циренберг се налази у савезној држави Хесен у округу Касел. Град се налази на надморској висини од 309 метара. Површина општине износи 86,5 km². У самом граду је, према процјени из 2010. године, живјело 6.707 становника. Просјечна густина становништва износи 78 становника/km².

## Међународна сарадња
| Мјесто   | Држава    | Врста сарадње | Од    |
| -------- | --------- | ------------- | ----- |
| Гататико | Италија   | партнерство   | 1999. |
| Дамвиле  | Француска | партнерство   | 1967. |
| Извор    |           |               |       |